# Обербромбах
Обербромбах (нім. Oberbrombach) — громада в Німеччині, розташована в землі Рейнланд-Пфальц. Входить до складу району Біркенфельд. Складова частина об'єднання громад Біркенфельд.
Площа — 6,56 км2. Населення становить 395 ос. (станом на 31 грудня 2020).